# William Gyloth
William Gyloth (também Gillot) (falecido em 1428) foi um cónego de Windsor de 1401 a 1428.

## Carreira
Ele foi nomeado:
- Reitor de Santo André Hubbard 1421-1427
- Steward da Capela de São Jorge, Windsor 1410

Ele foi nomeado para a décima primeira bancada na Capela de São Jorge, Castelo de Windsor, em 1428, e ocupou a posição canónica até 1432.